# جیمز سندز
جیمز سندز (انگلیسی: James Sands؛ زادهٔ ۶ ژوئیهٔ ۲۰۰۰) بازیکن فوتبال اهل ایالات متحده آمریکا است.
از باشگاه‌هایی که در آن بازی کرده است می‌توان به باشگاه فوتبال نیویورک سیتی اشاره کرد.
وی همچنین در تیم‌های ملی فوتبال زیر ۱۷ سال و بزرگسالان ایالات متحده آمریکا بازی کرده است.